# 馮康 (香港)
馮康（英語：Fung Hong，1957年4月20日—），現任香港中文大學醫院執行董事及行政總裁。馮康曾是香港醫院管理局新界東醫院聯網總監，負責管理新界東七間醫院，妻譚小瑩是巿建局前行政總監，女兒為商務及經濟發展局政治助理馮海容。弟弟馮通為中大地理與資源管理學系教授，妹妹馮起在醫管局當高層。

## 簡歷
馮康醫生於拔萃男書院及Pearson College UWC完成中學及高中課程。
1981年於香港大學醫學院畢業，同屆同學有前任食物及衞生局局長高永文及港大微生物學系講座教授袁國勇，畢業後於瑪嘉烈醫院接受外科專科培訓。
1989年仍是小兒外科醫生的馮康受當時醫院事務署署長周端彥邀請，投身醫務行政，調任醫院事務署專責醫務發展，至1991年加入醫管局擔任醫務發展及醫院規劃總監，2002年調任新界東醫院聯網總監及威爾斯親王醫院行政總監。
馮康調任威爾斯親王醫院後不到4個月，沙士於香港爆發，威爾斯親王醫院首當其衝。馮康2003年3月底開始不適，至4月1日入院並確診感染沙士，3個月後回院復任，並於疫症後期負責統籌醫管局物資供應 。疫情過後，馮康以沙士病患者身份出任「沙士互助會」創會會長，並重新長跑訓練，2004年曾成功跑畢渣打馬拉松全馬賽事，其後因眼疾問題暫停全馬比賽。馮康另一興趣為二胡，2001年創立醫管局中樂團，主要為病人及慈善活動演出。該樂團榮獲2010年藝術發展獎「藝術推廣獎銀獎」。
2013年，56歲馮康與醫管局約滿後不再續約，決定退下火線，離開工作30多年的公營醫療體系，轉職中文大學公共衞生學院教授醫院行政管理；由時任九龍中醫院聯網總監、伊利沙伯醫院及復康專科及資源中心行政總監熊志添醫生接任。
2015年，馮康與中文大學當局籌建非醫管資助的香港中文大學醫院。2021年，馮康擔任該醫院執行董事及行政總裁。

## 爭議

### 屍體錯調事件
2007年4月11日，威爾斯親王醫院殮房被發現在3月29日將2名已死去病人的屍體錯誤調換。院方調查報告指，一名殮房職員未有依循既定指引去核對遺體上的標籤。馮康表示，其他因素包括殮房過於擠逼導致儲存格需同時存放兩具遺體，並說事後院方已採取改善措施，包括開展條碼識別系統計劃和增加殮房儲存格。

### 余卓文「封刀」風波
2013年時任威院行政總監馮康下令中文大學心臟科講座教授余卓文「封刀」引起風波。馮康指2013年1月「前所未有地」接獲心臟科醫生集體投訴，指余負責的11宗手術有問題，其中4人死亡，又稱余未經全面培訓下進行高風險新手術，強調院方必須即時「做嘢」，以免更多病人受到損害，但澄清沒下令余氏全面封刀。因馮康涉未查先判，導致余卓文教授要找立法會議員涂謹申陪同，就事件召開記者會，逐一反駁馮康的指控。馮康被指涉及人事糾紛，更被指涉政治角力。2013年11月威院牽頭的兩份專家報告，已經完成。但醫管局獨立檢討委員會開會審視報告後，再邀請一名瑞士資深複雜心臟介入手術專家提供意見，令公布調查報告一再延後，最終2014年醫管局發表調查報告為余卓文平反，而當日下「封刀令」的馮康早在2013年已經選擇不續約，逃過被問責的危機。此封刀風波糾纏3年，最終余卓文教授告別威院及中大，轉為私人執業而落幕 。

## 著作
- 《輕舟過渡萬重山》是一本馮康所寫的傳記和文集，由知出版在2013年11月出版，全書共272頁。ISBN是9789888237586。書中收錄63篇文章，記錄馮康的行醫經歷[14]。

## 外部參考
1. ↑  馮康小檔案 （页面存档备份，存于） - 明報
2. ↑  醫局元老馮康退下火線 （页面存档备份，存于） - 東方日報
3. ↑  一隻眼更苦　馮康 （页面存档备份，存于） - 壹週刊
4. ↑  愛女陪馮康秘密練長跑 （页面存档备份，存于） - 太陽報
5. ↑  馮康 一眼觀世界 看開仍是美 （页面存档备份，存于） - 明報
6. ↑  2010香港藝術發展獎頒獎禮 （页面存档备份，存于） - 香港電台
7. ↑   (PDF).   [2013-08-26]. （原始内容存档 (PDF)于2015-09-24）. （页面存档备份，存于）
8. ↑  . 香港電台.   [2021-09-15]. （原始内容存档于2021-10-30）. （页面存档备份，存于）
9. ↑  立法會衛生事務委員會文件 （页面存档备份，存于） - 香港立法會
10. ↑  威院認錯屍員工漏做三指引 - 星島日報
11. ↑  
.   [2023-09-14]. （原始内容存档于2023-09-15）. （页面存档备份，存于）
12. ↑  .   [2023-09-14]. （原始内容存档于2023-09-15）. （页面存档备份，存于）
13. ↑  .   [2023-09-14]. （原始内容存档于2023-09-15）. （页面存档备份，存于）
14. ↑  .   [2014-01-12]. （原始内容存档于2013-12-13）. （页面存档备份，存于）